# Родин, Олег Фёдорович
Олег Фёдорович Родин (1918 — ?) — советский геолог, лауреат Ленинской премии.
Окончил геологический факультет Воронежского университета (1942). В 1943—1949 гг. в должности старшего геолога руководил разведкой никелевых месторождений в Актюбинской области.
В 1949—1956 гг. главный инженер Сарбайской ГРЭ, руководил разведкой Сарбайского железорудного месторождения (Кустанайская область).
В 1958—1960 гг. главный инженер Челябинского геологоразведочного треста.
В 1960—1967 гг. главный геолог Оренбургского геологического управления.
В 1967—1979 главный инженер Северо-Кавказского геологического управления.
С 1979 г. на пенсии.
Ленинская премия 1957 года — за участие в открытии и разведке железорудного месторождения Сарбайской и Соколовской групп в Казахстане.
Награждён двумя орденами и 9 медалями. Почётный разведчик недр.
Почетный член Российского геологического общества.